# Серабле
Серабле́ (перс. سرابله‎) — небольшой город на западе Ирана, в провинции Илам. Административный центр шахрестана Ширван и Чердавель.
На 2006 год население составляло 9 703 человека; в национальном составе преобладают курды.
Альтернативное название: Сарабле.

## География
Город находится на северо-востоке Илама, в горной местности западного Загроса, на высоте 1054 метров над уровнем моря.
Серабле расположен на расстоянии приблизительно 15 километров к северо-востоку от Илама, административного центра провинции и на расстоянии 480 километров к юго-западу от Тегерана, столицы страны.